# Sörpong

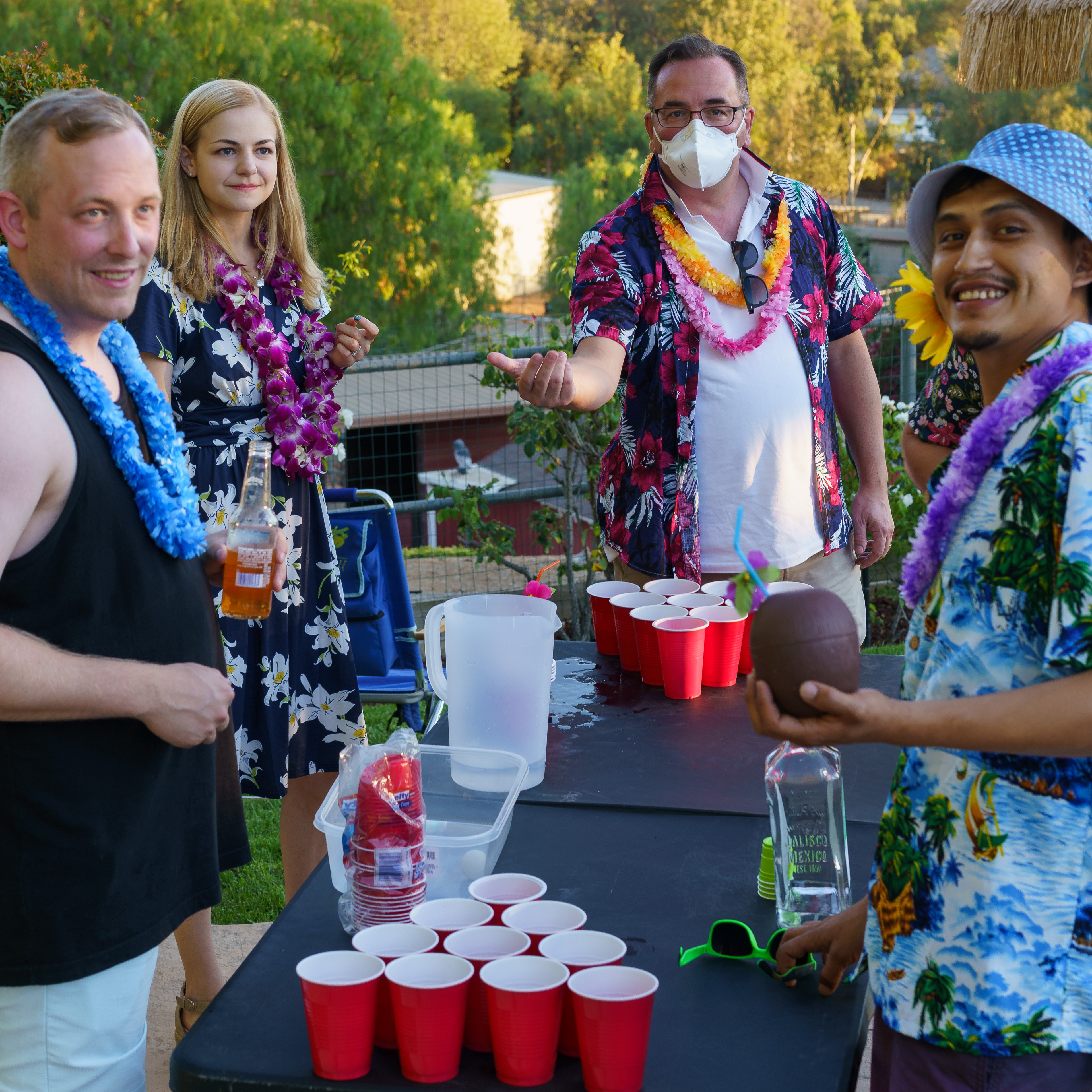
Sörpongozó fiatalok

A sörpong vagy sörpingpong (Beerpong) egy közkedvelt ivójáték, mely az 1950-es évekre vezethető vissza, amikor a játékot még ütővel játszották amerikai egyetemisták Beirut néven.
Ebben a sportban nem (csupán) a szerencse játszik közre, mint a legtöbb kártyás/kockás ivójátékban, hanem az ügyesség is. A játék célja ugyanis az ellenfél poharaiba juttatni a labdát. A sörpongot két csapat játssza, csapatonként két taggal és 20 félliteres pohárral. A poharak háromszög alakban vannak felállítva egymással szemben, bennük poharanként 0,1-0,3l sör, ízlés szerint.
Hazánkban a játék képviselője a Sörpong.hu, amely az amerikai szabályzattal rendelkezik és 2012. augusztus elején jött létre azzal a céllal, hogy a játékot hazánkban népszerűsítse, eljuttassa vendéglátóhelyekre, versenyeket bonyolítson, valamint a Magyar Sörpingpong Egyesület, amely hasonló szabályokkal rendelkezik, és azért jött létre 2012 augusztusában, hogy a Sörpingpong játékot népszerűsítse valamint a Nemzeti Sörpingpong Ligát (NSL) lebonyolítsa.

## Szükséges kellékek
- egy 2,43 méter hosszúságú, 0,61 m széles és 70 cm magas asztal
- összesen 22 db műanyag pohár, 10-10 a söröknek és 1-1 vízzel teli pohár a labda tisztítására minden dobás után
- két darab pingponglabda
- legalább 4 ember

## A játék menete
A játék célja, hogy az ellenfél poharait eltüntessük: amelyikbe betalálunk, annak a tartalmát az ellenfelünk megissza, majd a poharat félrerakja. Az nyer, akinek hamarabb sikerül kidobnia az ellenfél poharait. Abban az esetben, ha az egyik játékos elhányja magát, a másik csapat automatikusan győz. A győztes csapat fent maradt söreit a vesztes csapatnak kell meginnia. A játék elején a két csapat a kezdési jogot hárommenetes kő-papír-olló párbajjal dönti el. Értelemszerűen az kezd, aki a három menetből előbb nyer meg kettőt. Ezután a kezdő csapat megkapja mindkét labdát és elkezdheti a játékot. (Innentől kezdve a győztes csapaté lesz a kezdési jog). Az ellenfél akkor dobhat, ha a kezdő csapat mindkét tagja eldobta már a labdát, kivéve, ha mindketten betalálnak, mert akkor visszakapják egy bónusz dobásra (a bónusz dobás kimenetelétől függetlenül ezután a másik csapat következik).
A dobás csak akkor érvényes, ha a dobó játékos az asztal ellenkező végén áll és a dobás pillanatában mindkét lába érinti a földet. A labdát kétféle módon lehet az ellenfél poharaiba juttatni: dobva és pattintva. A pattintott és a sima dobás egyenértékű.
Példa minden lehetséges dobásra (játékmenetre):
1. csapat 1. játékos: Talált
1. csapat 2. játékos: Nem Talált
2. csapat következik
2. csapat 1. játékos: Nem talált
2. csapat 2. játékos: Nem talált
1. csapat következik
1. csapat 1. játékos: Talált
1. csapat 2. játékos: Talált
1. csapat tetszőleges játékos (bónusz dobás): Nem talált
2. csapat következik
2. csapat 1. játékos: Talált
2. csapat 2. játékos: Talált
2. csapat tetszőleges játékos (bónusz dobás): Talált
1. csapat következik és így tovább...

## Csoda
Amennyiben a labda a poharak peremén áll meg és nem esik sem a pohárba, sem az asztalra, a játékvezető csodát hirdet ki.
Ebben az esetben ez nem számít találatnak, viszont a dobó játékos két variációt választhat:
1. Elfogadja, hogy a dobás nem érvényes, így nem számít találatnak, és a játék úgy folyik tovább, mintha szimplán mellément volna a labda.
2. Bejelenti, hogy folytatja a csodát, és megpróbálja még egyszer a poharak peremére dobni a labdát.
Ha ez a próbálkozás sikerül, és a labda ismételten megáll a peremen, a dobó játékos csapata automatikusan megnyeri a mérkőzést.
Ha ez a próbálkozás nem sikerül, a dobó játékosnak saját poharai közül kell egyet kiinnia.

## Rendezés
A poharak egy idő után fogynak és a rendezetlenség miatt egyre nehezebb lesz betalálni, ezért minden kidobott pohár után a poharakat úgy kell rendezni, hogy a peremük érintsék egymást.

## Mentés illetve hosszabbítás
Amikor az utolsó poharat kidobják, az ellenfélnek lehetősége van megpróbálni a játékot Hosszabbításra menteni. Két eltérő forgatókönyv van a Mentés szakaszra: Kettő vagy több pohár marad, illetve hogy annak a csapatnak, aki az ellenfél utolsó poharát kidobta, csak egyetlen pohara marad asztalon.
1. Ha kettő, vagy több pohár marad asztalon, életbe lép a, "Korlátlan Hirtelen Halál Mentés”. Bármely játékos végezheti az első dobást, és a labda addig jár vissza újabb dobásra, amíg egy játékos nem hibázik. Az első hibás dobás esetén, a játék véget ér. A játék ezen szakaszán is KÖTELEZŐ váltogatni a dobó játékosokat, a „Mentés” szakaszt nem végezheti egyetlen játékos. Az egyetlen kivétel ez alól a szabály alól, ha az asztalon 3 pohár marad. Ebben az esetben az első két dobást felváltva kell elvégezni, majd a harmadik dobás jogát a játékosok maguk közt dönthetik el.
2. Ha egyetlen pohár marad, mikor a másik csapat utolsó poharát találat éri, a „Dobj Amennyi Labdád Maradt” lép életbe. Például
a. Ha az ellenfeled az első dobását elhibázta, de a második betalált az utolsó pohárba. Két lehetősége van a mentésre az ellenfélnek (tehát egy hiba lehetősége a másik csapatnak is van)
b. Ha az ellenfél elsőre talál az utolsó pohárba. Egy lehetősége a mentésre az ellenfélnek.
c. Ha az ellenfél egy fordulóban talált az utolsó, 2 vagy 3 pohárba, 2 lehetőség van a mentésre(tehát egy hiba lehetősége van másik csapatnak)
b. Sikeres Mentés esetén 3-poharas Hosszabbítás következik, amelyben a domináns csapaté (a csapat, amely megnyerte volna a játékot, ha az ellenfél Mentése nem sikerült volna) választhatja a kezdés jogát.
c. Hosszabbítás (3-pohár)
a. A Hosszabbítási formáció egy szűk háromszög.
b. A domináns csapaté (a csapat, amely megnyerte volna a játékot, ha az ellenfél Mentése nem sikerült volna) választhatja a kezdés jogát.
c. Azonos Mentés és Bónusz dobás szabályok vonatkoznak a hosszabbításra, mint a játék korábbi szakaszára.

## ELITE Beerpong
Az ELITE Beerpong Magyarország első, professzionális keretek között működő Sörpingpong versenysorozata, melyet az ország 16 legjobb csapata alkotja, és mérkőzik meg egymással oda-vissza vágó rendszerben. 
A szezon első felében kerül lebonyolításra az alapszakasz. Ebben a részben a csapatok körmérkőzéses rendszerben játszanak minden ellenfél ellen kétszer. Ez összesen, csapatonként 30 mérkőzést, azaz 30 fordulót jelent. Ezt a 30 fordulót hat játéknap alatt (alkalmanként 5 meccs/csapat) bonyolítjuk le.
Az alapszakaszban kialakult sorrend szerint a legjobb 8 csapat folytathatja a rájátszásban, míg az utolsó 4 csapat kiesik. A rájátszásba jutott csapatok 4 győzelemig tartó párharcokban döntik el a bajnoki cím sorsát. (1. a 8. ellen, 2. a 7. ellen, …) A rájátszás 3 játéknap (negyeddöntők, elődöntők, finálé) alatt kerül lebonyolításra. Immáron a 7. szezonja fut az ELITE Beerpongnak.

### A feljutás
Az NSL alapszakasz első három helyezettje és az NSL Döntő (Beerpong Fesztivál) legjobb, Elite indulási joggal nem rendelkező csapata nyer indulási jogot az NSL ELITE-be. Az indulási jogot minden esetben a csapat nyeri, nem a játékosok, vagyis nem kötelező a feljutást kiharcoló összeállításban indulni a következő évi ELITE szezonban.
Amennyiben az indulási joggal rendelkező csapatok valamelyike nem vállalja az indulást az NSL ELITE-ben, akkor sorrendben:
- az NSL Döntő második legjobb, Elite indulási joggal nem rendelkező csapata jut fel
- az NSL Döntő harmadik legjobb, Elite indulási joggal nem rendelkező csapata jut fel
- Ha így sincs 16 csapat, akkor egy maximum 8 csapatos selejtező kerül megrendezésre, ahol a 4 kieső csapat és az NSL ranglistán következő csapatok vehetnek részt.

### ELITE Bajnokok
1. szezon: D-Faktor (Hátz Milán, Káply Mátyás)
2. szezon: MoneyBall (Benkovics Márk, Benkovics Máté, Tóth Gergely)
3. szezon: MoneyBall (Benkovics Márk, Benkovics Máté, Tóth Gergely)
4. szezon: Giants-KPS (Juhász Árpád, Takáts Imre)
5. szezon: Amíg BEERom (Bogdán Erik, Bogdán Krisztián, Illés Roland)
6. szezon: Amíg BEERom (Bogdán Erik, Bogdán Krisztián, Illés Roland)